# Fiodor Keller
Fiodor Eduardowicz Keller (ros. Фёдор Эдуардович Келлер; ur. 1850 w Moskwie, zm. 31 lipca 1904 w czasie bitwy pod Ximucheng) – generał porucznik.

## Życiorys
Syn Edwarda i Marii, cioteczny wnuk Rzewuskich: pisarza Henryka i gen. Adama Rzewuskiego. Wychowywał się i uczył w Korpusie Paziów. Korpus ukończył w 1868 w stopniu korneta (najniższy stopień oficerski w kawalerii). W 1876 ukończył Nikołajewską Akademię Sztabu Generalnego w Petersburgu w stopniu rotmistrza.
Tego samego roku zaciągnął się do armii serbskiej w stopniu podpułkownika. Walczył przeciwko Turcji. Wyróżnił się odwagą i męstwem. 22 września 1876 wyznaczony na dowódcę lewego skrzydła III Korpusu, działającego przeciwko Osmanowi Paszy. Oddział Kellera, w sile 10 batalionów, 1 szwadronu kawalerii i 10 dział, odrzucił 4 października przy m. Kopyta atak Turków. Za tę obronę Keller został odznaczony srebrnym Medalem „Za odwagę”. 6 października Keller ze swym oddziałem przeszedł do natarcia i po krwawym boju zajął m. Zajczar.
Po rozbiciu armii serbskiej pod Diuniszem w dniu 17 października został szefem sztabu dywizji złożonej z serbskich niedobitków i rosyjskich ochotników. W związku z różnicą poglądów z dowódcą dywizji na temat dowodzenia i dyscypliny, zmuszono go do złożenia dymisji, po czym wyjechał do Belgradu, a następnie wrócił do armii rosyjskiej.
Jako podpułkownik Sztabu Generalnego, został oficerem do zadań specjalnych przy sztabie 11 Korpusu Armijnego. 24 grudnia wyznaczony szefem sztabu Oddziału Imietlińskiego, po ranieniu podpułkownika A. Kuropatkina. 24–27 grudnia przeprowadził Oddział Imietliński dowodzony przez gen. porucznika Skobielewa przez Przełęcz Imietlińską.
31 stycznia 1878 został odznaczony orderem św. Jerzego 4. stopnia. Po zawarciu Stan Stefańskiego pokoju szef sztabu Bułgarskiego Wojska Ziemiańskiego, później 1 Dywizji Grenadierów walczącej jako prawa kolumna wojsk gen. M. D. Skobielewa w bitwie pod Szejnową w Bułgarii, za co był odznaczony orderem św. Włodzimierza 4. stopnia, orderem św. Stanisława 2. stopnia i złotym Medalem z Szablami „Za odwagę”. Dnia 29 lutego 1879 jako adiutant cara, mianowany pułkownikiem. Wyznaczony jako członek delegacji rosyjskiej i skierowany do Konstantynopola na międzynarodowe negocjacje dotyczące granic Bułgarii.
30 grudnia 1882 wyznaczony na dowódcę 4. Batalionu Strzelców Gwardii Cesarskiej im. Jego Cesarskiej Mości, a w 1890 mianowany szefem oddziału mobilizacyjnego Zarządu Głównego Wojsk Kozackich w stopniu generała majora. W latach 1893–1899 dyrektor Korpusu Paziów w Petersburgu. Generał-lejtnant z 1899.
Od 1899 generał-gubernator Jekaterynosławia. W marcu 1904, na własną prośbę skierowany na front wojny z Japonią. W czasie wojny rosyjsko-japońskiej 1904–1905 walczył jako dowódca 2 Korpusu Wschodniosyberyjskiego i dowódca Oddziału Wschodniego Armii Mandżurskiej w bitwie pod Ximucheng stoczonej w dniach 30–31 lipca 1904. Został wyznaczony na dowódcę korpusu liniowego mimo dwunastoletniej przerwy w dowodzeniu jednostkami taktyczno-operacyjnymi w czasie walk. Czuł brak przygotowania operacyjnego, które nadrabiał osobistym męstwem, za co zapłacił życiem. Poległ w czasie prowadzenia kontrataku w bitwie, ugodzony 36 odłamkami artyleryjskiego pocisku odłamkowego, na przełęczy Yangziling.